# Philipp Nicolai

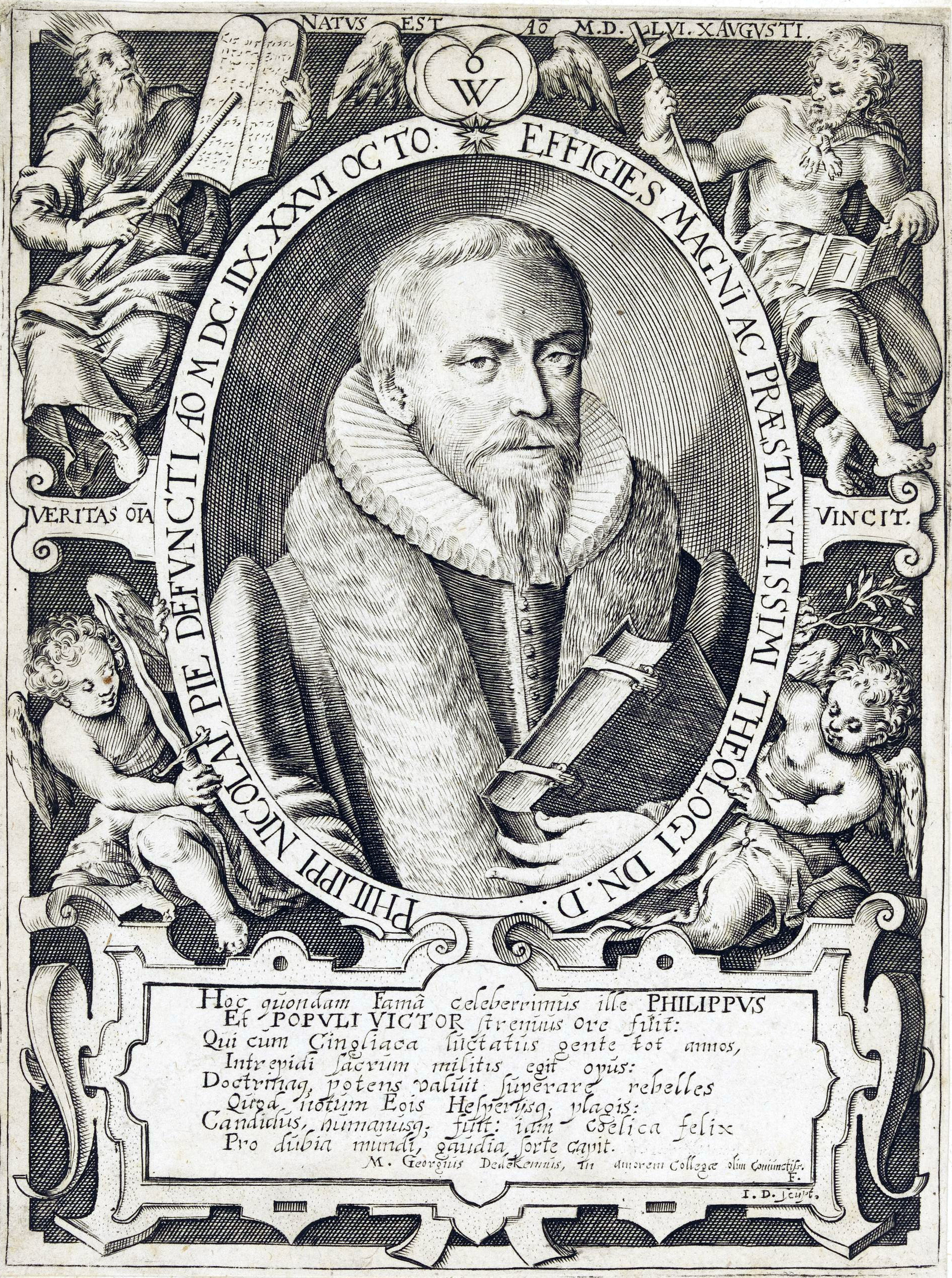
Philipp Nicolai.

Philipp Nicolai (Mengeringhausen, 10 agosto 1556 – Amburgo, 26 ottobre 1608) è stato un pastore protestante, poeta e compositore tedesco.

## Biografia
Nato nel 1556, Philipp Nicolai studiò teologia presso le università di Erfurt e di Wittenberg dal 1575 al 1579 e divenne pastore luterano. Nel 1588 divenne parroco a Bad Wildungen, nel 1596 ad Unna e nel 1601 ad Amburgo. Mentre era parroco ad Unna, la peste uccise circa 1.300 suoi parrocchiani. Per confortare i sopravvissuti, Nicolai scrisse una serie di meditazioni che intitolò Freudenspiegel.
Nicolai, inoltre, è l'autore di due famosi inni luterani: Wachet auf, ruft uns die Stimme e Wie schön leuchtet der Morgenstern. Questi due corali ispirarono numerosi compositori nel corso dei secoli, inclusi Johann Sebastian Bach, che utilizzò la melodia del primo inno per la cantata BWV 140 e il secondo per la cantata BWV 1, e Dietrich Buxtehude, che compose il preludio corale Wie schön leuchtet der Morgenstern sulla melodia dell'omonimo inno di Nicolai. Morì ad Amburgo nel 1608.
Nel calendario luterano dei santi è commemorato il 26 ottobre.